# Miller County, Georgia
Miller County är ett administrativt område i delstaten Georgia, USA, med 6 125 invånare.  Den administrativa huvudorten (county seat) är Colquitt.

## Geografi
Enligt United States Census Bureau så har countyt en total area på 735 km². 733 km² av den arean är land och 2 km² är vatten.

### Angränsande countyn
- Baker County - nordost
- Decatur County - sydost
- Seminole County - sydväst
- Early County - nordväst